# Cementiri de Guissona
Cementiri de Guissona és una obra de Guissona (Segarra) protegida com a bé cultural d'interès local.
El cementiri és del segle xix, segons la llinda de la porta, de l'any 1861. Té forma rectangular i amida uns 5500m2. Destaquen un panteó-capella i l'escultura d'un àngel.